# Jimmy Baxter
Pour les articles homonymes, voir Baxter.
Jimmy Baxter, né le 30 novembre 1980, à St. Petersburg, en Floride, est un joueur américain naturalisé jordanien de basket-ball. Il évolue au poste d'ailier.